# Koszarsko (gromada)
Koszarsko – dawna gromada, czyli najmniejsza jednostka podziału terytorialnego Polskiej Rzeczypospolitej Ludowej w latach 1954–1972.
Gromady, z gromadzkimi radami narodowymi (GRN) jako organami władzy najniższego stopnia na wsi, funkcjonowały od reformy reorganizującej administrację wiejską przeprowadzonej jesienią 1954 do momentu ich zniesienia z dniem 1 stycznia 1973, tym samym wypierając organizację gminną w latach 1954–1972.
Gromadę Koszarsko z siedzibą GRN w Koszarsku utworzono – jako jedną z 8759 gromad na obszarze Polski – w powiecie krasnostawskim w woj. lubelskim na mocy uchwały nr 9 WRN w Lublinie z dnia 5 października 1954. W skład jednostki weszły obszary dotychczasowych gromad Koszarsko, Chruściechów, Gany, Majdan Wierzchowiński i Żółkiew ze zniesionej gminy Żółkiewka w tymże powiecie. Dla gromady ustalono 13 członków gromadzkiej rady narodowej.
1 stycznia 1960 gromadę zniesiono, włączając jej obszar do gromad Żółkiewka (kol. Koszarsko, wieś Gany, Chruściechów kol. i Żółkiewka wieś) i Chłaniów (wieś Majdan Wierzchowiński) w tymże powiecie.